# Kazimierz Chodynicki

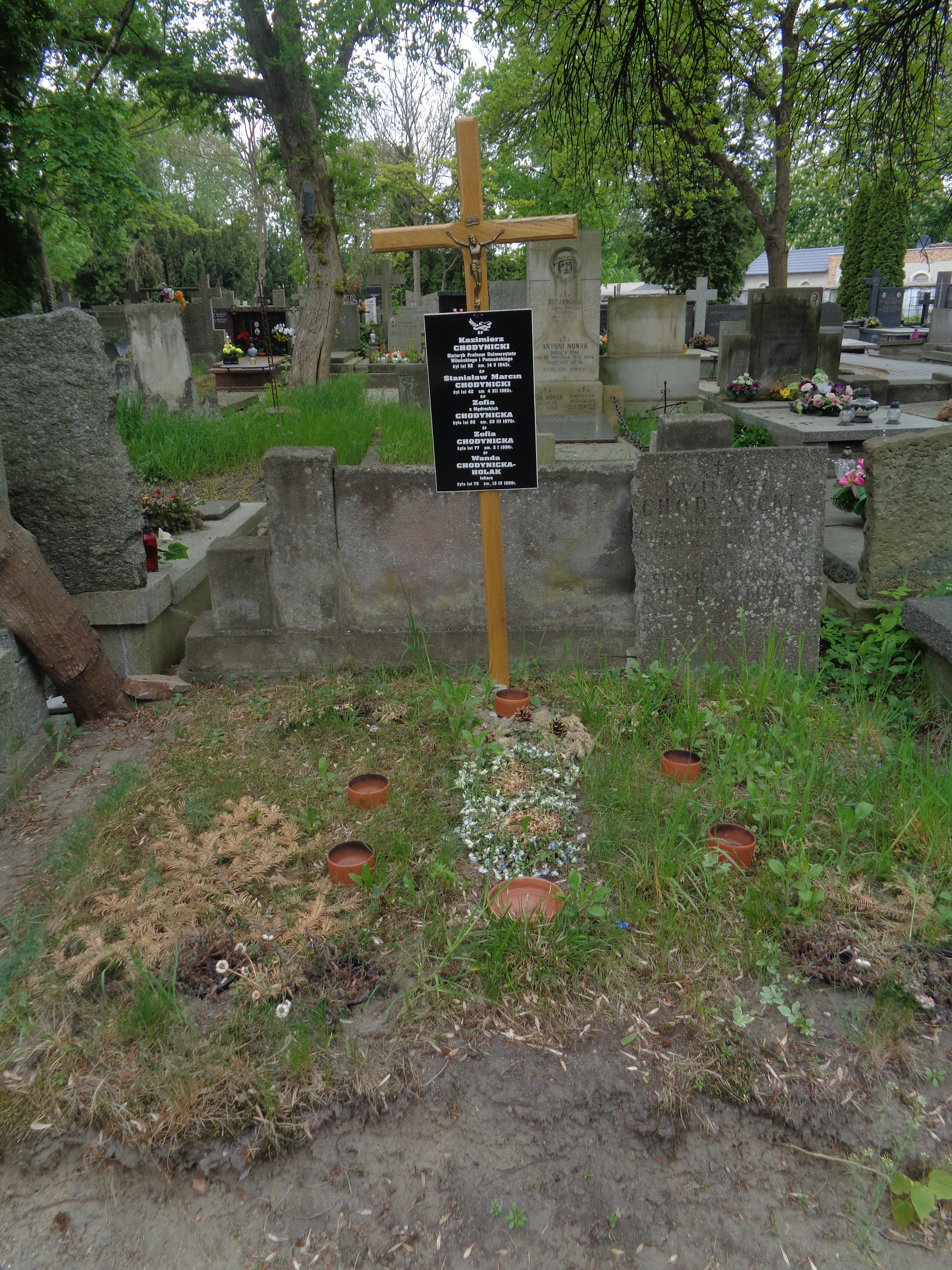
Grób Kazimierza Chodynickiego na cmentarzu Powązkowskim w Warszawie

Kazimierz Chodynicki (ur. 31 marca 1890 w Warszawie, zm. 14 maja 1942 tamże) – polski historyk, profesor Uniwersytetu Wileńskiego i Poznańskiego.

## Życiorys
Był synem adwokata Pawła (uczestnika powstania styczniowego, zesłańca) i Ludwiki z Zawiszów (nauczycielki gimnazjalnej historii i literatury). Ukończył gimnazjum E. Konopczyńskiego w Warszawie (1909), następnie studiował historię i historię literatury na Uniwersytecie Jagiellońskim (1909–1914), m.in. pod kierunkiem Ignacego Chrzanowskiego, Stanisława Krzyżanowskiego, Wacława Sobieskiego. Pod opieką Krzyżanowskiego obronił w 1914 doktorat na UJ (na podstawie pracy Próby zaprowadzenia chrześcijaństwa na Litwie przed rokiem 1386). W latach 1910–1914 był prezesem studenckiego Koła Historyków UJ. Lata 1915–1918 spędził w Moskwie, gdzie uczył historii w polskich gimnazjach emigracyjnych. Od 1918 wykładał średniowieczną historię powszechną w Wolnej Wszechnicy Polskiej w Warszawie (od 1920 jako docent, po habilitacji na Uniwersytecie Warszawskim na podstawie pracy Stosunek Rzeczypospolitej do wyznania grecko-wschodniego, przygotowanej pod kierunkiem Marcelego Handelsmana). Pracował również jako archiwista w Archiwum Akt Dawnych w Warszawie (1919–1921). W 1921 przeniósł się do Wilna, gdzie został profesorem nadzwyczajnym Uniwersytetu Stefana Batorego i kierownikiem Katedry Historii Średniowiecznej i Nauk Pomocniczych. Od 1928 pozostawał związany z Uniwersytetem Poznańskim, kierował Katedrą Historii Wschodniej Europy, od 1934 był profesorem zwyczajnym, a w roku akademickim 1933 i 1937 pełnił funkcję dziekana Wydziału Humanistycznego. W latach 1923–1928 redagował pismo "Ateneum Wileńskie".
Po wybuchu wojny był więziony na Pawiaku jako zakładnik (od października 1939 do kwietnia 1940). Po zwolnieniu pracował jako urzędnik w Warszawie, brał udział w tajnym nauczaniu oraz wykładał historię XVI wieku i nauki pomocnicze historii na Uniwersytecie Ziem Zachodnich w Poznaniu i tajnym Uniwersytecie Warszawskim.  Zmarł na chorobę płuc, której nabawił się w czasie uwięzienia na Pawiaku. Znaczna część jego rękopisów została spalona przez Niemców po powstaniu warszawskim. Spoczywa na cmentarzu Powązkowskim w Warszawie (kwatera 122, rząd 3, grób 4/5).

## Zakres badań
W pracy naukowej zajmował się historią średniowiecza Europy wschodniej, historią Kościoła prawosławnego, dziejami reformacji w Polsce. Analizował walki wpływów politycznych Polski, arcybiskupstwa ruskiego i zakonu krzyżackiego w XIV wieku, co uznał za powody pozostawania Litwy w pogaństwie do unii z Polską. Był autorem hipotezy o żmudzkim pochodzeniu dynastii Giedymina. Zapoczątkował badania nad dziejami unii kościelnych od XV do XVII wieku. Określił przyczyny powstania unii brzeskiej – wpływy Kurii Rzymskiej, stosunki wewnętrzne w Kościele prawosławnym i stosunki wewnętrzne w Rzeczypospolitej.

## Publikacje
- Poglądy na zadania historii w epoce Stanisława Augusta (1915)[3]
- Zygmunt August wobec wyznania grecko-wschodniego (1916)[4]
- Reformacja w Polsce (1921)
- Kilka uwag o niektórych zadaniach nauki polskiej w zakresie paleografii i dyplomatyki ruskiej (1925)
- Geneza dynastii Giedymina (1926)
- O wpływach polskich na dokument ruski Wielkiego Księstwa Litewskiego (1926)
- Rękopis Raudański (1926)
- Legenda o męczeństwie 14 franciszkanów w Wilnie (1927)
- Geneza i rozwój legendy o 3 męczennikach wileńskich (1928)
- Geneza i rozwój podania o zabójstwie Zygmunta Kiejstutowicza. Ze studiów nad dziejopisarskim litewskim (1928)
- Sprawa o spalenie zboru ewangelickiego w Giałowie na Żmudzi (1928)
- Tradycja jako źródło historyczne (1928)
- Lata uniwersyteckie Lelewela 1804–1808 (1929)
- Kilka zagadnień z dziejów wewnętrznych Litwy po Unii Lubelskiej (1930)
- W sprawie genezy Orła polskiego (1930)
- Kościół prawosławny a Rzeczpospolita Polska. Zarys historyczny 1370–1632 (1934)
- Geneza unii brzeskiej (1935)
- Początek dziejów nowoczesnych (1936, [w:] Wielka historia powszechna)
- Z dziejów prawosławia na Wołyniu 992–1596 (1937)

## Członkostwo w towarzystwach naukowych
Był członkiem korespondentem PAU (od 1927), członkiem Polskiego Towarzystwa Naukowego w Moskwie (1915), członkiem zwyczajnym Poznańskiego Towarzystwa Przyjaciół Nauk (1928), członkiem Towarzystwa Przyjaciół Nauk w Wilnie.